# Fresnedoso
Fresnedoso és un municipi de la província de Salamanca a la comunitat autònoma de Castella i Lleó. Limita amb Nava de Béjar, Ledrada i Sorihuela al nord, Vallejera i Valdesangil al sud, Sanchotello i Ledrada a l'oest, Neila i Sorihuela a l'est.

## Demografia
| 1991 | 1996 | 2001 | 2004 |
| ---- | ---- | ---- | ---- |
| 158  | 138  | 123  | 128  |